# ジャズライブinソネ
ジャズライブinソネとは、2009年からラジオ関西で放送していたジャズ音楽のライブ中継番組である。
本稿では2013年から放送の派生番組である、ジャズライブコレクションも扱う。

## 概要
神戸市中山手に、神戸のジャズライブハウスの草分けとされるライブレストラン「ソネ」がある。この「ソネ」では毎夜古今東西を代表するジャズ音楽家によるディナーライブが行われ、大人の夜を彩ってきた。この「ソネ」で行われるジャズライブの模様を、現地の雰囲気そのままに生中継でラジオを通して紹介しようと、2009年10月6日より放送が開始された。
通常、「ソネ」でのライブ演奏は19時から23時の間に合計4回（概ね1回の演奏で30-40分程度）行われ、そのライブ演奏は1・2回目（2時間40分バージョンだった時代は3回目も）をほぼ全部カバーしている。その幕間に、当日演奏を披露するパーソネル（メンバー）を迎えて、ホスト役の三浦紘朗がインタビューを行う。
2013年度のナイターオフシーズンからは放送の規模を見直し「ジャズライブコレクション」として放送。従来の生中継形式の「ジャズライブinソネ」については、同番組の企画として月1回放送することになっている（ナイターオフシーズンは原則として各月の第4週、ナイターシーズン中は同じく第3週を基本とするが、第3週にナイターがある場合はその前後にずらす。2015年度は8月のみが該当し、第3週の8月18日が巨人戦中継のため、第4週の8月25日に放送）。それ以外の回はスタジオからの生放送で、ジャズ音楽の音源（レコード・CD）を送る形式となり、冒頭にはその週に誕生日を迎えるアーティストの曲を扱うほか、番組後半はリスナーからのリクエスト曲も取り上げる。2015年度前期は17時55分から放送されており、「ジャズライブinソネ」として放送する日は、1回目のライブ演奏に時間的な余裕があるため、そのライブが始まるまでの時間帯は、スタジオからの生放送編成で行うコーナーから一部抜粋した形で、レコード・CDの音源を放送する。
2015年9月30日の放送（ソネからの生放送は9月16日）で終了し、以後のジャズライブ番組は『KOBE JAZZ-PHONIC RADIO』にバトンを譲る（左記番組ではソネを含む神戸市内のライブハウスで随時公開生放送<会場によっては事前録音>も行う）。
放送曜日・時間などは以下のとおりである。
ジャズライブinソネ（単独番組として）
- ナイターオフシーズン
  - 2009年度：毎週火曜日・水曜日、19時 - 21時
  - 2010 - 2012年度：毎週水曜日、19時 - 21時40分
- ナイターシーズン
  - 2010年 - 2011年度：ラジオ関西ジャイアンツナイターの中継が組まれていない木曜日[1]、19時 - 21時40分
  - 2012年 - 2013年度：ラジオ関西ジャイアンツナイターの中継が組まれていない水曜日[1]、19時 - 21時40分

ジャズライブコレクション
- ナイターオフシーズン
  - 2013年度・2014年度：毎週水曜日、19時 - 21時
- ナイターシーズン
  - 2014年度：ラジオ関西ジャイアンツナイターの中継が組まれていない水曜日[1]、19時 - 21時40分
  - 2015年度：ラジオ関西ジャイアンツナイターの中継が組まれていない水曜日[1]、17時55分 - 21時

## 案内
- 三浦紘朗（元・ラジオ関西アナウンサー。現・フリー、音楽評論家）

### 過去
- 中村よお（シンガーソングライター　2009年度火曜日出演）

## ジャズライブコレクションでの主たるコーナー
- 「今週の誕生日」　放送日から数えて1週間（ナイターシーズン中は次回放送日までの期間）に誕生日を迎えるジャズ歌手・演奏家の楽曲特集。基本は日本国外のアーチストであるが、「ジャズライブinソネ」が放送される週は、その月に誕生日を迎える日本人ジャズアーチストに特化して選曲する。
- 「今週の特集→今週はこのジャンル」　毎回特集するジャンル（「ジャズポップス」「ジャズアルバム」「ジャズボーカル」「季節もの」など）を定め、それと共通するテーマを持つ楽曲にスポットを当てる
- 「今週のライブアルバム特集」　ジャズのライブアルバムのレコード・CDの中から、毎回1-2枚紹介し、そこに収録されている楽曲を数曲抜粋して放送する
- 「今週の聴き比べ」　様々なジャズの名曲で、同じ題名の楽曲を毎週1つ取り上げ、様々なアーチストがどのようにアレンジを加えているかの聴き比べを楽しむ。
- 「MIURA'S　CORNER（ミウラズ・コーナー）」　三浦が推薦する日本人ジャズアーチストの歌や演奏を毎回1人・1曲ずつ取り上げ、その演奏を担当するアーチストをゲストに、三浦がインタビューする
- 「リクエストコーナー」　リスナーから寄せられたメールやはがきを基として毎回4-5曲程度のリクエストを送る